# Avelanges
Avelanges é uma comuna francesa na região administrativa da Borgonha-Franco-Condado, no departamento de Côte-d'Or. Estende-se por uma área de 5,86 km². Em 2010 a comuna tinha 37 habitantes (densidade: 6,3 hab./km²).